# Christuskirche (Gemünden)

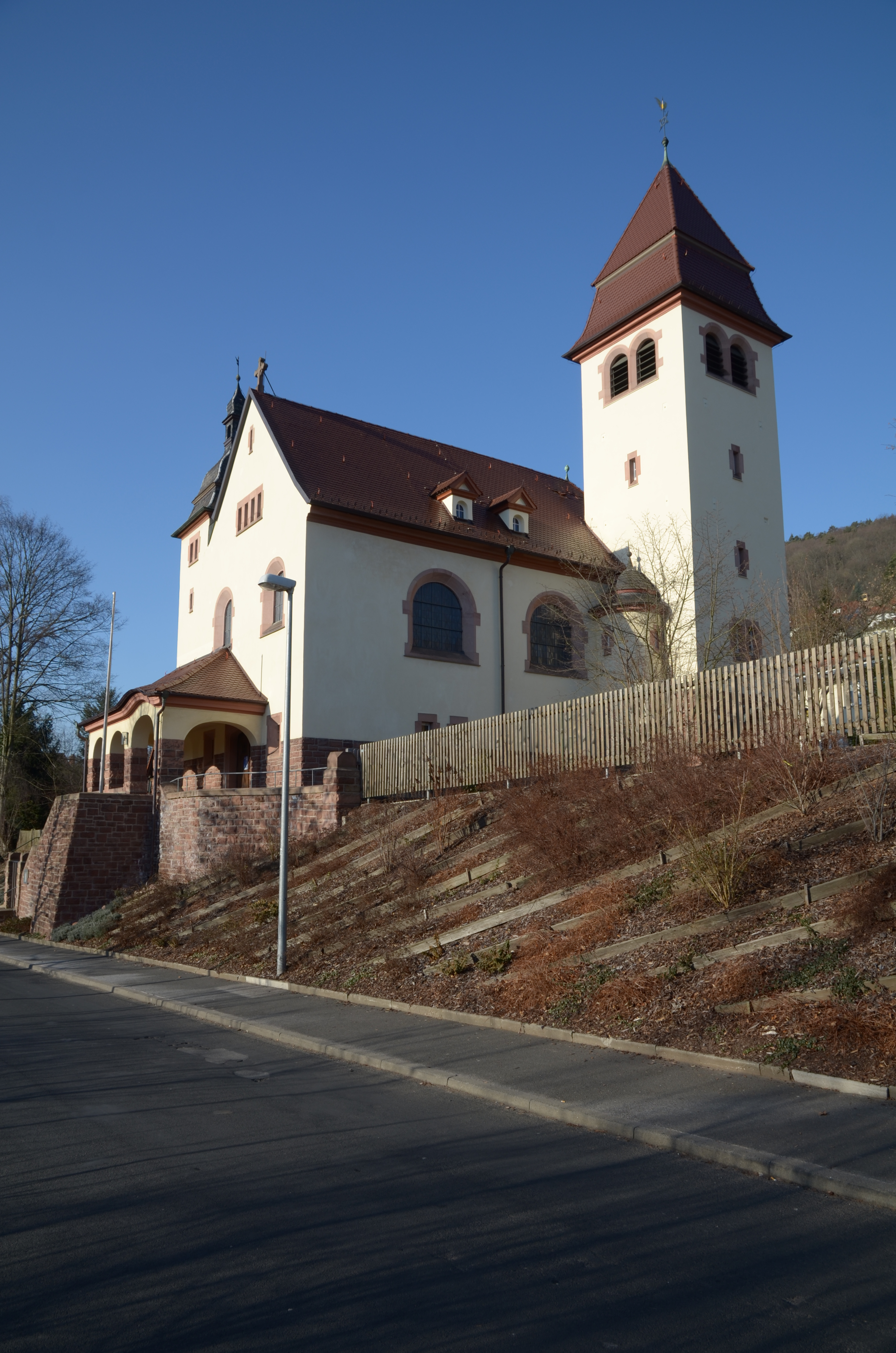
Evangelische Christuskirche

Die evangelische Christuskirche befindet sich in unmittelbarer Nähe des Bahnhofes von Gemünden am Main. Sie wurde 1910 eingeweiht.

## Geschichte
1895 fand der erste evangelische Gottesdienst in Gemünden am Main im Saal des Hotels „Deutscher Kaiser“ statt. Anfang des 20. Jahrhunderts konnte für eine eigene Kirche außerhalb der damaligen Kernstadt ein Hanggrundstück gegenüber dem Bahnhof erworben werden. Die Christuskirche steht damit zwischen der Altstadt und den Siedlungen im Osten. Das Gebäude wurde innen und außen zwischen 1960 und 2008 mehrmals umgebaut und renoviert. Das Pfarrhaus entstand erst 1999/2000.

## Beschreibung
Eine Freitreppe an der Böschung neben der Stützmauer führt auf das Niveau der Kirche. Der asymmetrische Komplex aus verschiedenen Gebäudeteilen wurde im historisierenden Jugendstil errichtet. Die Saalkirche ist ein verputzter Mauerwerksbau auf rustizierter Substruktion. Das Langhaus ist mit einem Satteldach bedeckt. Die Fenster sind mit Werkstein eingerahmt. Das Portal befindet sich hinter den Arkaden einer offenen Vorhalle. Bündig zur Giebelfront ist an der Nordwest-Seite ein kleinerer Turm angebaut. Er hat eine mehrfach gestaffelte Haube, die von einer Laterne krönt wird. Rechts davon, nach hinten versetzt, steht der deutlich höhere und massive Glockenturm, der ein gestaffeltes Pyramidendach trägt, abgeschlossen mit Turmkugel und Wetterhahn. Auf der linken Seite verfügt die Kirche über ein geräumiges Querschiff, das ein abgewalmtes Satteldach trägt.
Der Innenraum ist geprägt von weißen, schmucklosen Wänden und einer Schablonenmalerei von hellem Ocker und Grau im Chor. Gemildert wird die Strenge vom warmen Braun des Holzes des kassettierten Tonnengewölbes und der Empore für die Orgel. Rechts vor dem Chorbogen steht die Kanzel.

## Denkmalschutz
Das Kirchengebäude steht unter Denkmalschutz. Es wurde unter dem Aktenzeichen D-6-77-131-11 in der Denkmalliste des Bayerischen Landesamtes für Denkmalpflege erfasst.